# Corematica
La corematica è un metodo di modellizzazione geografica che sviluppa, utilizza e studia i "coremi", cioè strutture elementari che rappresentano uno spazio o un tipo di spazio. L'assemblaggio di queste unità minime dell'organizzazione spaziale dava vita a rappresentazioni schematizzate di un territorio.
Padre fondatore della corematica fu il geografo francese Roger Brunet. La corematica, quasi sconosciuta fuori dalla Francia, accoglie la svolta paradigmatica dello strutturalismo, cioè la tendenza ad attribuire all'insieme qualità diverse da quelle delle singole parti.
La corematica dà la misura di quanto la cartografia non sia norma universale, ma sia sensibile alle atmosfere culturali dei tempi e dei singoli paesi. Il successo della Corematica fu dovuto anche all'avvento dei Geographic information system (GIS). La rappresentazione dei fenomeni geografici attraverso punti, linee e poligoni dei Gis, viene influenzata dai sette coremi fondamentali proposti da Brunet: area, punto, linea, flusso, passaggio, variazione di polarizzazione, gradiente. La combinazione dei coremi consente di rappresentare forme e fenomeni complessi, come la gerarchia di strutture e la dinamica territoriale nel suo insieme. La carta corematica punta a restituire visivamente l'organizzazione complessiva di un territorio, da cui i singoli componenti prescindono. È di primaria importanza la selezione degli oggetti geografici, non puntando ad una loro semplice elencazione, la corematica tende a far emergere gli elementi più significativi dell'insieme. Come dichiara Brunet, "La chorématique sert à exprimer l'essentiel de la realité géographique". La corematica diventa quindi un utile strumento di rappresentazione ed analisi della complessità e delle relazioni significative di una realtà territoriale.